# Тодор Пиринчилев
Тодор Стоянов Пиринчилев е български революционер, Ботев четник.

## Биография
Тодор Пиринчилев е роден в 1837 година в град Неврокоп, тогава в Османската империя. Емигрира в Румъния, където се установява в Гюргево и влиза в средите на революционната емиграция и кръга на Христо Ботев. В 1875 година заминава за Босна и участва като доброволец в сръбското въстание. След това е огняр в мелница край Турну Мъгуреле.
След избухването на Априлското въстание постъпва в четата на Христо Ботев и се качва на „Радецки“ на 16 май. Управлява машинното отделение на кораба. Сражава се на Милин камък, на Веслец и на Околчица. След разгрома се спасява заедно с Атанас Свещаров, но е заловен в Родопите. Затворен е в Неврокоп и Сяр, където е подложен на жестоки мъчения. Амнистиран в 1876 година, заминава за Одеса, Русия.
При избухването на Руско-турската война постъпва доброволец в Руската армия и служи в Тридесет и шести пехотен Орловски полк, с който се сражава на Шипка.
След 1878 година се установява в Лица, Румъния. В 1900 година при избухването на българо-румънския конфликт по повод убийството на Стефан Михайляну е арестуван, лежи една година в затвора и е изгонен от Румъния в България. Установява се в София, а по-късно в Оряхово, където умира.